# Bara en mor
Bara en mor är en roman som skrevs 1939, av den svenske författaren Ivar Lo-Johansson.

## Handling
Berättelsen handlar om Rya-Rya, som man får följa från ung vacker flicka till att bli en fattig sliten statarhustru.
Boken har översatts till danska, engelska, estniska, finska, hebreiska, kroatiska, lettiska, litauiska, nederländska, norska, polska, ryska, slovenska, tyska och ungerska.
Romanen filmatiserades 1949 av Alf Sjöberg, se Bara en mor (film).